# Bec-de-Mortagne
Bec-de-Mortagne és un municipi francès situat al departament del Sena Marítim i a la regió de Normandia. L'any 2007 tenia 670 habitants.

## Demografia

### Població
El 2007 la població de fet de Bec-de-Mortagne era de 670 persones. Hi havia 254 famílies de les quals 56 eren unipersonals (20 homes vivint sols i 36 dones vivint soles), 83 parelles sense fills, 107 parelles amb fills i 8 famílies monoparentals amb fills.
La població ha evolucionat segons el següent gràfic:
Habitants censats

### Habitatges
El 2007 hi havia 291 habitatges, 253 eren l'habitatge principal de la família, 22 eren segones residències i 16 estaven desocupats. 279 eren cases i 4 eren apartaments. Dels 253 habitatges principals, 217 estaven ocupats pels seus propietaris, 34 estaven llogats i ocupats pels llogaters i 2 estaven cedits a títol gratuït; 1 tenia una cambra, 8 en tenien dues, 36 en tenien tres, 75 en tenien quatre i 133 en tenien cinc o més. 205 habitatges disposaven pel capbaix d'una plaça de pàrquing. A 99 habitatges hi havia un automòbil i a 136 n'hi havia dos o més.

### Piràmide de població
La piràmide de població per edats i sexe el 2009 era:
| Homes | Edats   | Dones |
| ----- | ------- | ----- |
| 0     | 95 o +  | 0     |
| 0     | 90 a 94 | 0     |
| 0     | 85 a 89 | 0     |
| 0     | 80 a 84 | 4     |
| 4     | 75 a 79 | 16    |
| 16    | 70 a 74 | 24    |
| 16    | 65 a 69 | 4     |
| 16    | 60 a 64 | 24    |
| 8     | 55 a 59 | 8     |
| 28    | 50 a 54 | 12    |
| 20    | 45 a 49 | 20    |
| 20    | 40 a 44 | 20    |
| 28    | 35 a 39 | 28    |
| 24    | 30 a 34 | 16    |
| 12    | 25 a 29 | 32    |
| 24    | 20 a 24 | 12    |
| 20    | 15 a 19 | 36    |
| 16    | 10 a 14 | 12    |
| 40    | 5 a 9   | 28    |
| 12    | 0 a 4   | 32    |

## Economia
El 2007 la població en edat de treballar era de 454 persones, 328 eren actives i 126 eren inactives. De les 328 persones actives 303 estaven ocupades (167 homes i 136 dones) i 25 estaven aturades (10 homes i 15 dones). De les 126 persones inactives 37 estaven jubilades, 43 estaven estudiant i 46 estaven classificades com a «altres inactius».

### Ingressos
El 2009 a Bec-de-Mortagne hi havia 250 unitats fiscals que integraven 676,5 persones, la mediana anual d'ingressos fiscals per persona era de 17.302 €.

### Activitats econòmiques
Dels 16 establiments que hi havia el 2007, 1 era d'una empresa alimentària, 2 d'empreses de fabricació d'altres productes industrials, 4 d'empreses de construcció, 1 d'una empresa de comerç i reparació d'automòbils, 1 d'una empresa d'hostatgeria i restauració, 1 d'una empresa financera, 2 d'empreses immobiliàries, 2 d'empreses de serveis i 2 d'empreses classificades com a «altres activitats de serveis».
Dels 6 establiments de servei als particulars que hi havia el 2009, 1 era un taller de reparació d'automòbils i de material agrícola, 2 fusteries, 1 empresa de construcció, 1 perruqueria i 1 agència de treball temporal.
Els 2 establiments comercials que hi havia el 2009 eren fleques.
L'any 2000 a Bec-de-Mortagne hi havia 14 explotacions agrícoles que ocupaven un total de 549 hectàrees.

## Equipaments sanitaris i escolars
El 2009 hi havia una escola elemental.

## Poblacions més properes
El següent diagrama mostra les poblacions més properes.